# Jo Ann Davis
Jo Ann Davis, född 29 juni 1950 i Rowan County, North Carolina, död 6 oktober 2007 i Gloucester County, Virginia, var en amerikansk republikansk politiker. Hon representerade delstaten Virginias första distrikt i USA:s representanthus från 3 januari 2001 fram till sin död.
Davis studerade vid Hampton Roads Business College i Hampton Roads. Hon gifte sig 1974 med Chuck Davis. Paret fick två söner.
Kongressledamoten Herbert H. Bateman avled 2000 i ämbetet. Davis efterträdde honom i representanthuset. Hon var mera konservativ än sin företrädare.
Davis avled i bröstcancer. Hon hörde till församlingsrörelsen Assemblies of God.